# Jean-Baptiste Tati Loutard
Jean-Baptiste Tati Loutard (Pointe-Noire, 15 de dezembro de 1938 — Paris, 4 de julho de 2009) foi um político e poeta congolês.